# Stazione di Barasso-Comerio
Stazione di Barasso-Comerio vasútállomás Olaszországban, Lombardia régióban, Barasso településen.

## Vasútvonalak
Az állomást az alábbi vasútvonalak érintik:
- Saronno-Laveno-vasútvonal

## Kapcsolódó állomások
A vasútállomáshoz az alábbi állomások vannak a legközelebb:
- Stazione di Gavirate
- Stazione di Morosolo-Casciago